# 848

848(팔백사십팔)은 847보다 크고 849보다 작은 자연수다.

## 수학
- 합성수로, 그 약수는 총 10개다. (1, 2, 4, 8, 16, 53, 106, 212, 424, 848)
  - 848의 진약수의 합은 826이므로, 848은 부족수다.
- 74번째 불가촉수다. 앞의 불가촉수는 836, 다음은 852이다.
- 회문수다.
- {\displaystyle 848=8^{2}+28^{2}}
  - 서로 다른 두 자연수의 제곱합으로 나타낼 수 있는 수다.
- {\displaystyle 848=2^{5}\times 3^{3}-2^{4}}
- {\displaystyle 23^{4}-1}은 848로 나누어떨어진다.

## 과학
- NGC 848: 고래자리 방향에 있는 막대나선은하.

## 교통
- 유럽 고속도로 848호선: 이탈리아 라메지아테르메에서 카탄차로까지 이어지는 유럽 고속도로.
- 848번 홋카이도도(일본어판)

## 군사
- U-848(영어판, 독일어판): 제2차 세계 대전에 사용된 나치 독일의 군용 잠수함.

## 문화유산
- 대한민국의 보물 제848호: 보은 법주사 신법 천문도 병풍

## 기타
- 연도: 848년, 기원전 848년